# 6 Hores de Spa-Francorchamps 2018
Les 6 Hores de Spa-Francorchamps 2018, formalment conegut com a WEC 6 Heures de Spa-Francorchamps, va ser la primera prova del Mundial de Resistència 2018-19 celebrat al Circuit de Spa-Francorchamps, Spa, Bèlgica, del 3 al 5 de maig de 2018. Spa-Francorchamps va ser la primera cursa de la Temporada 2018-19 del Campionat Mundial de Resistència de la FIA.

## Resultats

### Classificació[2]
| Pos. | Classe    | Equip                            | Temps mitjà | Distància | Graella |
| ---- | --------- | -------------------------------- | ----------- | --------- | ------- |
| 1    | LMP1      | No. 8 Toyota Gazoo Racing        | 1:54,962    | —         | 1       |
| 2    | LMP1      | No. 1 Rebellion Racing           | 1:56,425    | +1,463    | 2       |
| 3    | LMP1      | No. 3 Rebellion Racing           | 1:56,992    | +2,030    | 3       |
| 4    | LMP1      | No. 11 SMP Racing                | 1:58,247    | +3,285    | 4       |
| 5    | LMP1      | No. 4 ByKolles Racing Team       | 1:58,697    | +3,735    | 5       |
| 6    | LMP2      | No. 36 Signatech Alpine Matmut   | 2:02,405    | +7,443    | 6       |
| 7    | LMP2      | No. 26 G-Drive Racing            | 2:02,429    | +7,467    | 7       |
| 8    | LMP2      | No. 38 Jackie Chan DC Racing     | 2:02,824    | +7,862    | 8       |
| 9    | LMP2      | No. 37 Jackie Chan DC Racing     | 2:03,023    | +8,061    | 9       |
| 10   | LMP2      | No. 31 DragonSpeed               | 2:03,420    | +8,458    | 15      |
| 11   | LMP2      | No. 28 TDS Racing                | 2:04,703    | +9,741    | 11      |
| 12   | LMP2      | No. 29 Racing Team Nederland     | 2:05,502    | +10,540   | 12      |
| 13   | LMP2      | No. 50 Larbre Compétition        | 2:05,739    | +10,777   | 13      |
| 14   | LMGTE Pro | No. 67 Ford Chip Ganassi Team UK | 2:12,947    | +17,985   | 14      |
| 15   | LMGTE Pro | No. 66 Ford Chip Ganassi Team UK | 2:13,030    | +18,068   | 15      |
| 16   | LMGTE Pro | No. 91 Porsche GT Team           | 2:13,034    | +18,072   | 16      |
| 17   | LMGTE Pro | No. 92 Porsche GT Team           | 2:13,352    | +18,390   | 17      |
| 18   | LMGTE Pro | No. 82 BMW Team MTEK             | 2:14,017    | +19,055   | 18      |
| 19   | LMGTE Pro | No. 51 AF Corse                  | 2:14,385    | +19,423   | 19      |
| 20   | LMGTE Pro | No. 71 AF Corse                  | 2:15,104    | +20,142   | 20      |
| 21   | LMGTE Pro | No. 97 Aston Martin Racing       | 2:15,127    | +20,165   | 21      |
| 22   | LMGTE Pro | No. 81 BMW Team MTEK             | 2:15,142    | +20,180   | 22      |
| 23   | LMGTE Pro | No. 95 Aston Martin Racing       | 2:16,004    | +21,042   | 23      |
| 24   | LMGTE Am  | No. 77 Dempsey-Proton Racing     | 2:16,357    | +21,395   | 24      |
| 25   | LMGTE Am  | No. 98 Aston Martin Racing       | 2:16,359    | +21,397   | 25      |
| 26   | LMGTE Am  | No. 56 Team Project 1            | 2:16,637    | +21,675   | 26      |
| 27   | LMGTE Am  | No. 88 Dempsey-Proton Racing     | 2:16,768    | +21,806   | 27      |
| 28   | LMGTE Am  | No. 90 TF Sport                  | 2:17,627    | +22,665   | 28      |
| 29   | LMGTE Am  | No. 70 MR Racing                 | 2:18,582    | +23,550   | 29      |
| 30   | LMGTE Am  | No. 54 Spirit of Race            | 2:18,917    | +23,955   | 30      |
| 31   | LMGTE Am  | No. 61 Clearwater Racing         | 2:19,445    | +24,483   | 31      |
| 32   | LMP1      | No. 10 DragonSpeed               | 1:59,1581   | +4,196    | WD2     |
| 33   | LMGTE Am  | No. 86 Gulf Racing UK            | 2:15,3323   | +20,370   | 32      |
| 34   | LMP1      | No. 17 SMP Racing                | No Time     | —         | 33      |
| 35   | LMP1      | No. 5 CEFC TRSM Racing           | No Time     | —         | WD4     |
| 36   | LMP1      | No. 6 CEFC TRSM Racing           | No Time     | —         | WD4     |
| EX   | LMP1      | No. 7 Toyota Gazoo Racing        | No Time5    | —         | PL5     |

### Cursa
El nombre mínim de voltes per a la classificació (70% de la distància de carrera del cotxe guanyador) va ser de 114 voltes. Guanyadors de la classe en negreta.
| pos. | Classe    | No. | Equip                     | Pilots                                                  | Xassís                           | Pneumàtic | Voltes | Temps/No classificat |
| pos. | Classe    | No. | Equip                     | Pilots                                                  | Motor                            | Pneumàtic | Voltes | Temps/No classificat |
| ---- | --------- | --- | ------------------------- | ------------------------------------------------------- | -------------------------------- | --------- | ------ | -------------------- |
| 1    | LMP1      | 8   | Toyota Gazoo Racing       | Fernando Alonso Sébastien Buemi Kazuki Nakajima         | Toyota TS050 Hybrid              | M         | 163    | 06:00:50.702         |
| 1    | LMP1      | 8   | Toyota Gazoo Racing       | Fernando Alonso Sébastien Buemi Kazuki Nakajima         | Toyota 2.4 L Turbo V6            | M         | 163    | 06:00:50.702         |
| 2    | LMP1      | 7   | Toyota Gazoo Racing       | Mike Conway Kamui Kobayashi José María López            | Toyota TS050 Hybrid              | M         | 163    | +1.444               |
| 2    | LMP1      | 7   | Toyota Gazoo Racing       | Mike Conway Kamui Kobayashi José María López            | Toyota 2.4 L Turbo V6            | M         | 163    | +1.444               |
| 3    | LMP1      | 3   | Rebellion Racing          | Mathias Beche Thomas Laurent Gustavo Menezes            | Rebellion R13                    | M         | 161    | +2 Laps              |
| 3    | LMP1      | 3   | Rebellion Racing          | Mathias Beche Thomas Laurent Gustavo Menezes            | Gibson GL458 4.5 L V8            | M         | 161    | +2 Laps              |
| 4    | LMP1      | 4   | ByKolles Racing Team      | Oliver Webb Dominik Kraihamer Tom Dillmann              | ENSO CLM P1/01                   | M         | 158    | +5 Laps              |
| 4    | LMP1      | 4   | ByKolles Racing Team      | Oliver Webb Dominik Kraihamer Tom Dillmann              | Nismo VRX30A 3.0 L Turbo V6      | M         | 158    | +5 Laps              |
| 5    | LMP1      | 11  | SMP Racing                | Mikhail Aleshin Vitaly Petrov                           | BR Engineering BR1               | M         | 158    | +5 Laps              |
| 5    | LMP1      | 11  | SMP Racing                | Mikhail Aleshin Vitaly Petrov                           | AER P60B 2.4 L Turbo V6          | M         | 158    | +5 Laps              |
| 6    | LMP2      | 26  | G-Drive Racing            | Roman Rusinov Jean-Éric Vergne Andrea Pizzitola         | Oreca 07                         | D         | 156    | +7 Laps              |
| 6    | LMP2      | 26  | G-Drive Racing            | Roman Rusinov Jean-Éric Vergne Andrea Pizzitola         | Gibson GK428 4.2 L V8            | D         | 156    | +7 Laps              |
| 7    | LMP2      | 38  | Jackie Chan DC Racing     | Ho-Pin Tung Gabriel Aubry Stéphane Richelmi             | Oreca 07                         | D         | 156    | +7 Laps              |
| 7    | LMP2      | 38  | Jackie Chan DC Racing     | Ho-Pin Tung Gabriel Aubry Stéphane Richelmi             | Gibson GK428 4.2 L V8            | D         | 156    | +7 Laps              |
| 8    | LMP2      | 36  | Signatech Alpine Matmut   | Nicolas Lapierre André Negrão Pierre Thiriet            | Alpine A470                      | D         | 156    | +7 Laps              |
| 8    | LMP2      | 36  | Signatech Alpine Matmut   | Nicolas Lapierre André Negrão Pierre Thiriet            | Gibson GK428 4.2 L V8            | D         | 156    | +7 Laps              |
| 9    | LMP2      | 37  | Jackie Chan DC Racing     | Jazeman Jaafar Weiron Tan Nabil Jeffri                  | Oreca 07                         | D         | 155    | +8 Laps              |
| 9    | LMP2      | 37  | Jackie Chan DC Racing     | Jazeman Jaafar Weiron Tan Nabil Jeffri                  | Gibson GK428 4.2 L V8            | D         | 155    | +8 Laps              |
| 10   | LMP2      | 28  | TDS Racing                | François Perrodo Matthieu Vaxivière Loïc Duval          | Oreca 07                         | D         | 155    | +8 Laps              |
| 10   | LMP2      | 28  | TDS Racing                | François Perrodo Matthieu Vaxivière Loïc Duval          | Gibson GK428 4.2 L V8            | D         | 155    | +8 Laps              |
| 11   | LMP2      | 31  | DragonSpeed               | Roberto González Pastor Maldonado Nathanaël Berthon     | Oreca 07                         | M         | 155    | +8 Laps              |
| 11   | LMP2      | 31  | DragonSpeed               | Roberto González Pastor Maldonado Nathanaël Berthon     | Gibson GK428 4.2 L V8            | M         | 155    | +8 Laps              |
| 12   | LMP2      | 50  | Larbre Compétition        | Erwin Creed Romano Ricci Julien Canal                   | Ligier JS P217                   | M         | 152    | +11 Laps             |
| 12   | LMP2      | 50  | Larbre Compétition        | Erwin Creed Romano Ricci Julien Canal                   | Gibson GK428 4.2 L V8            | M         | 152    | +11 Laps             |
| 13   | LMGTE Pro | 66  | Ford Chip Ganassi Team UK | Stefan Mücke Olivier Pla Billy Johnson                  | Ford GT                          | M         | 148    | +15 Laps             |
| 13   | LMGTE Pro | 66  | Ford Chip Ganassi Team UK | Stefan Mücke Olivier Pla Billy Johnson                  | Ford EcoBoost 3.5 L Turbo V6     | M         | 148    | +15 Laps             |
| 14   | LMGTE Pro | 92  | Porsche GT Team           | Michael Christensen Kévin Estre                         | Porsche 911 RSR                  | M         | 148    | +15 Laps             |
| 14   | LMGTE Pro | 92  | Porsche GT Team           | Michael Christensen Kévin Estre                         | Porsche 4.0 L Flat-6             | M         | 148    | +15 Laps             |
| 15   | LMGTE Pro | 71  | AF Corse                  | Davide Rigon Sam Bird                                   | Ferrari 488 GTE Evo              | D         | 147    | +16 Laps             |
| 15   | LMGTE Pro | 71  | AF Corse                  | Davide Rigon Sam Bird                                   | Ferrari F154CB 3.9 L Turbo V8    | D         | 147    | +16 Laps             |
| 16   | LMGTE Pro | 91  | Porsche GT Team           | Richard Lietz Gianmaria Bruni                           | Porsche 911 RSR                  | M         | 147    | +16 Laps             |
| 16   | LMGTE Pro | 91  | Porsche GT Team           | Richard Lietz Gianmaria Bruni                           | Porsche 4.0 L Flat-6             | M         | 147    | +16 Laps             |
| 17   | LMGTE Pro | 82  | BMW Team MTEK             | Tom Blomqvist António Félix da Costa                    | BMW M8 GTE                       | M         | 146    | +17 Laps             |
| 17   | LMGTE Pro | 82  | BMW Team MTEK             | Tom Blomqvist António Félix da Costa                    | BMW S63 4.0 L Turbo V8           | M         | 146    | +17 Laps             |
| 18   | LMGTE Pro | 97  | Aston Martin Racing       | Alex Lynn Maxime Martin Jonathan Adam                   | Aston Martin Vantage AMR         | M         | 146    | +17 Laps             |
| 18   | LMGTE Pro | 97  | Aston Martin Racing       | Alex Lynn Maxime Martin Jonathan Adam                   | Aston Martin 4.0 L Turbo V8      | M         | 146    | +17 Laps             |
| 19   | LMGTE Pro | 95  | Aston Martin Racing       | Marco Sørensen Nicki Thiim Darren Turner                | Aston Martin Vantage AMR         | M         | 146    | +17 Laps             |
| 19   | LMGTE Pro | 95  | Aston Martin Racing       | Marco Sørensen Nicki Thiim Darren Turner                | Aston Martin 4.0 L Turbo V8      | M         | 146    | +17 Laps             |
| 20   | LMGTE Pro | 81  | BMW Team MTEK             | Martin Tomczyk Nick Catsburg                            | BMW M8 GTE                       | M         | 145    | +18 Laps             |
| 20   | LMGTE Pro | 81  | BMW Team MTEK             | Martin Tomczyk Nick Catsburg                            | BMW S63 4.0 L Turbo V8           | M         | 145    | +18 Laps             |
| 21   | LMGTE Am  | 98  | Aston Martin Racing       | Paul Dalla Lana Pedro Lamy Mathias Lauda                | Aston Martin Vantage GTE         | M         | 144    | +19 Laps             |
| 21   | LMGTE Am  | 98  | Aston Martin Racing       | Paul Dalla Lana Pedro Lamy Mathias Lauda                | Aston Martin 4.5 L V8            | M         | 144    | +19 Laps             |
| 22   | LMGTE Am  | 90  | TF Sport                  | Salih Yoluç Euan Alers-Hankey Charlie Eastwood          | Aston Martin Vantage GTE         | M         | 144    | +19 Laps             |
| 22   | LMGTE Am  | 90  | TF Sport                  | Salih Yoluç Euan Alers-Hankey Charlie Eastwood          | Aston Martin 4.5 L V8            | M         | 144    | +19 Laps             |
| 23   | LMGTE Am  | 61  | Clearwater Racing         | Weng Sun Mok Keita Sawa Matt Griffin                    | Ferrari 488 GTE                  | M         | 143    | +20 Laps             |
| 23   | LMGTE Am  | 61  | Clearwater Racing         | Weng Sun Mok Keita Sawa Matt Griffin                    | Ferrari F154CB 3.9 L Turbo V8    | M         | 143    | +20 Laps             |
| 24   | LMGTE Am  | 77  | Dempsey-Proton Racing     | Christian Ried Julien Andlauer Matt Campbell            | Porsche 911 RSR                  | M         | 142    | +21 Laps             |
| 24   | LMGTE Am  | 77  | Dempsey-Proton Racing     | Christian Ried Julien Andlauer Matt Campbell            | Porsche 4.0 L Flat-6             | M         | 142    | +21 Laps             |
| 25   | LMGTE Am  | 70  | MR Racing                 | Motoaki Ishikawa Olivier Beretta Eddie Cheever III      | Ferrari 488 GTE                  | M         | 142    | +21 Laps             |
| 25   | LMGTE Am  | 70  | MR Racing                 | Motoaki Ishikawa Olivier Beretta Eddie Cheever III      | Ferrari F154CB 3.9 L Turbo V8    | M         | 142    | +21 Laps             |
| 26   | LMGTE Am  | 88  | Dempsey-Proton Racing     | Khalid Al-Qubaisi Gianluca Roda Matteo Cairoli          | Porsche 911 RSR                  | M         | 141    | +22 Laps             |
| 26   | LMGTE Am  | 88  | Dempsey-Proton Racing     | Khalid Al-Qubaisi Gianluca Roda Matteo Cairoli          | Porsche 4.0 L Flat-6             | M         | 141    | +22 Laps             |
| 27   | LMGTE Pro | 51  | AF Corse                  | Alessandro Pier Guidi James Calado                      | Ferrari 488 GTE Evo              | M         | 139    | +24 Laps             |
| 27   | LMGTE Pro | 51  | AF Corse                  | Alessandro Pier Guidi James Calado                      | Ferrari F154CB 3.9 L Turbo V8    | M         | 139    | +24 Laps             |
| 28   | LMP2      | 29  | Racing Team Nederland     | Frits van Eerd Giedo van der Garde Jan Lammers          | Dallara P217                     | M         | 139    | +24 laps             |
| 28   | LMP2      | 29  | Racing Team Nederland     | Frits van Eerd Giedo van der Garde Jan Lammers          | Gibson GK428 4.2 L V8            | M         | 139    | +24 laps             |
| 29   | LMGTE Am  | 86  | Gulf Racing UK            | Michael Wainwright Ben Barker Alex Davison              | Porsche 911 RSR                  | M         | 137    | +26 Laps             |
| 29   | LMGTE Am  | 86  | Gulf Racing UK            | Michael Wainwright Ben Barker Alex Davison              | Porsche 4.0 L Flat-6             | M         | 137    | +26 Laps             |
| 30   | LMGTE Am  | 54  | Spirit of Race            | Thomas Flohr Francesco Castellacci Giancarlo Fisichella | Ferrari 488 GTE                  | M         | 136    | +27 Laps             |
| 30   | LMGTE Am  | 54  | Spirit of Race            | Thomas Flohr Francesco Castellacci Giancarlo Fisichella | Ferrari F154CB 3.9 L Turbo V8    | M         | 136    | +27 Laps             |
| 31   | LMGTE Am  | 56  | Team Project 1            | Jörg Bergmeister Patrick Lindsey Egidio Perfetti        | Porsche 911 RSR                  | M         | 131    | +32 Laps             |
| 31   | LMGTE Am  | 56  | Team Project 1            | Jörg Bergmeister Patrick Lindsey Egidio Perfetti        | Porsche 4.0 L Flat-6             | M         | 131    | +32 Laps             |
| DSQ  | LMP1      | 1   | Rebellion Racing          | Neel Jani André Lotterer Bruno Senna                    | Rebellion R13                    | M         | 161    | Desqualificat        |
| DSQ  | LMP1      | 1   | Rebellion Racing          | Neel Jani André Lotterer Bruno Senna                    | Gibson GL458 4.5 L V8            | M         | 161    | Desqualificat        |
| DNF  | LMP1      | 17  | SMP Racing                | Stéphane Sarrazin Egor Orudzhev Matevos Isaakyan        | BR Engineering BR1               | M         | 132    | Col·lisió            |
| DNF  | LMP1      | 17  | SMP Racing                | Stéphane Sarrazin Egor Orudzhev Matevos Isaakyan        | AER P60B 2.4 L Turbo V6          | M         | 132    | Col·lisió            |
| DNF  | LMGTE Pro | 67  | Ford Chip Ganassi Team UK | Andy Priaulx Harry Tincknell Tony Kanaan                | Ford GT                          | M         | 26     | Col·lisió            |
| DNF  | LMGTE Pro | 67  | Ford Chip Ganassi Team UK | Andy Priaulx Harry Tincknell Tony Kanaan                | Ford EcoBoost 3.5 L Turbo V6     | M         | 26     | Col·lisió            |
| DNS  | LMP1      | 10  | DragonSpeed               | Ben Hanley Henrik Hedman Pietro Fittipaldi              | BR Engineering BR1               | M         | –      | No va començar       |
| DNS  | LMP1      | 10  | DragonSpeed               | Ben Hanley Henrik Hedman Pietro Fittipaldi              | AER P60B 2.4 L Turbo V6          | M         | –      | No va començar       |
| WD   | LMP1      | 5   | CEFC TRSM Racing          | Charlie Robertson Dean Stoneman                         | Ginetta G60-LT-P1                | M         | –      | No classificat       |
| WD   | LMP1      | 5   | CEFC TRSM Racing          | Charlie Robertson Dean Stoneman                         | Mecachrome V634P1 3.4 L Turbo V6 | M         | –      | No classificat       |
| WD   | LMP1      | 6   | CEFC TRSM Racing          | Oliver Rowland Alex Brundle Oliver Turvey               | Ginetta G60-LT-P1                | M         | –      | No classificat       |
| WD   | LMP1      | 6   | CEFC TRSM Racing          | Oliver Rowland Alex Brundle Oliver Turvey               | Mecachrome V634P1 3.4 L Turbo V6 | M         | –      | No classificat       |